# Globosomyces
Globosomyces is een monotypisch geslacht van schimmels uit de orde Polyporales. Het bestaat alleen uit Globosomyces aggregatus.